# Ischnura graellsii
Ischnura graellsii är en trollsländeart som först beskrevs av Jules Pièrre Rambur 1842.  Ischnura graellsii ingår i släktet Ischnura och familjen dammflicksländor. Inga underarter finns listade i Catalogue of Life.
Exemplaren når en längd av 26 till 31 mm. Hannar och några honor har en ljusblå fläck vid kroppens slut. Andra kroppsdelar är mörk bronsfärgad och segmenten 3 till 6 av undersidan har en gul färg.
Arten förekommer på Iberiska halvön och i norra Afrika från Marocko till nordvästra Libyen. I Pyrenéerna når den kanske Frankrike. Exemplaren lever i olika habitat längs vattendrag, insjöar och dammar.
Beståndet påverkas av landskapsförändring och luftföroreningar. Hela populationen anses vara stor. IUCN listar arten som livskraftig (LC).